# Oxypetalum dactylostelma
Oxypetalum dactylostelma är en oleanderväxtart som beskrevs av Goyder. Oxypetalum dactylostelma ingår i släktet Oxypetalum och familjen oleanderväxter. Inga underarter finns listade i Catalogue of Life.